# Timonius uniflorus
Timonius uniflorus är en måreväxtart som först beskrevs av Joseph Banks och Carl Friedrich von Gärtner, och fick sitt nu gällande namn av Rafaël Herman Anna Govaerts. Timonius uniflorus ingår i släktet Timonius och familjen måreväxter. Inga underarter finns listade i Catalogue of Life.